# Sendes
Sendes és un nucli de població del municipi de Montferrer i Castellbò i de l'entitat municipal descentralitzada Vila i Vall de Castellbò (Alt Urgell). Poble de l'antic terme de la vall de Castellbò, al nord de l'antiga capçalera municipal, està situat a 1.243 metres d'altitud i havia estat cap d'una extensa parròquia que incloïa Sallent i la Torre de Sant Climent.
L'any 2019 no tenia habitants, sent un dels despoblats del municipi. Habitat des de l'edat mitjana, passà de 73 habitants al segle xix a 7 el 1970.
En destaca l'església de Sant Vicenç del segle xviii. El retaule gòtic dels segles XIV-XV es va portar el 1972 a la casa del comú de Montferrer i es conserva al Museu Diocesà d'Urgell. El nom Sendes prové d'un antropònim no determinat.
| 1865 | 1920 | 1950 | 1970 | 1986 | 2009 |
| ---- | ---- | ---- | ---- | ---- | ---- |
| 140  | 43   | 32   | 7    | 0    | 2    |

## Cultura popular
- Coples del senyor Payrot: […] Ha plantat la fortalesa al Poble de Santa Creu, defensant aquella plassa Six, Aubet y Sant Andreu. A Sendes y Solanell la digo digo, a Sendes y Solanell diuhen de patir són vells. [...].[8]